# 社稷洞 (鐘路区)
社稷洞（サジクトン、朝: 사직동 発音）は、ソウル特別市鐘路区に位置する行政洞である。政府総合庁舎などの主要行政機関、金融機関などが集まる中心地である。また、ソウル社稷壇や、慶熙宮などの歴史的文化財なども多数あり、現代社会と自然、文化が融合した場所である。

## 洞名の由来
朝鮮時代に設置された社稷壇があることから、社稷洞という名前になった。

## 歴史
朝鮮初期には漢城府西部仁達坊地域だった。1914年には昌平洞・武徳門・社稷洞・朴井洞の各一部を統合して社稷洞にした。1936年に社稷町に変わった。1943年には出張所制度を廃止する代わりに区制度を実施、鐘路区に編入されて、1946年また社稷洞に戻った。

## 法定洞
社稷洞管轄の法定洞は以下のとおりである。
- 通義洞（トンイドン）
- 積善洞（チョクソンドン）
- 体府洞（チェブドン）
- 弼雲洞（ピルンドン）
- 内資洞（ネジャドン）
- 社稷洞（サジクトン）
- 都染洞（トリョムドン）
- 唐珠洞（タンジュドン）
- 内需洞（ネスドン）
- 世宗路（セジョンノ）
- 新門路1街（シンムンノイルガ）
- 新門路2街（シンムンノイガ）

## 交通

### 鉄道
- ソウル交通公社
  -  3号線
景福宮駅
  -  5号線
光化門駅